# Gorna Orjachowica
Gorna Orjachowica (bułg. Горна Оряховица) – miasto w Bułgarii, centrum administracyjne gminy Gorna Orjachowica; 38 553 mieszkańców (2006).

## Miasta partnerskie
- Szigetszentmiklós, (Węgry)
- Czerepowiec, (Rosja)
- Waren (Müritz), (Niemcy)